# Jacob Marschak
Jacob Marschak (geboren 23. Juli 1898 in Kiew, Russisches Kaiserreich; gestorben 27. Juli 1977 in Los Angeles, USA) war ein amerikanischer Ökonom. 
Marschak gilt zusammen mit Roy Radner als der Begründer der ökonomischen Theorie von Teams und Organisationen (Teamtheorie). Weitere Arbeiten konzentrieren sich auf die Analyse annähernd rationaler Entscheidungen wirtschaftlicher Akteure sowie auf die theoretische Analyse von Informations- und Kommunikationskosten zwischen Akteuren in Entscheidungsprozessen.

## Leben
Jacob Marschak (bis 1933 noch Jakob) wurde als Sohn eines Juwelenhändlers geboren. Da ihm als Jude der Besuch des Gymnasiums verwehrt wurde, besuchte er in Kiew die Handelsoberschule. 1915 begann er an der Hochschule für Technik und Handel in Kiew sein Studium unter anderem bei Jewgeni Jewgenjewitsch Sluzki. Im revolutionären Umfeld Russlands wurde er Mitglied der sozialdemokratischen Partei. Wegen seiner Aktivitäten als Sozialist und Pazifist wurde er im Dezember 1916 verhaftet, doch nach dem Sturz des Zaren Nikolaus II. drei Monate später wieder entlassen. Im Spätherbst 1917 ging Marschak in die unruhige Region des nördlichen Kaukasus, wo er von März bis Juli 1918 das Amt des Arbeitsministers der kurzlebigen Sowjetrepublik Terek bekleidete. Im selben Herbst ging Marschak wieder zurück nach Kiew, emigrierte aber Anfang 1919 nach Berlin. Im Umfeld des Spartakusaufstandes begann er an der Berliner Universität sein wirtschaftswissenschaftliches Studium. Nach einem Semester brach er das Studium in Berlin ab, um sich an der Ruprecht-Karls-Universität in Heidelberg unter Emil Lederer, Alfred Weber und Karl Jaspers den Sozialwissenschaften zu widmen. Dort wurde er im Herbst 1922 mit der Dissertationsschrift Die Verkehrsgleichung promoviert, in der sein Interesse an Problemen und Motiven der Geldhaltung unter Berücksichtigung von Unsicherheit und Informationen für das wirtschaftliche Verhalten von Akteuren zum Ausdruck kommt.
Von 1922 bis 1926 war er als Wirtschaftsjournalist für die Frankfurter Zeitung und anschließend als Referent für Wirtschaftspolitik des Allgemeinen Deutschen Gewerkschaftsbundes tätig. 1928 wechselte er in die gerade aufgebaute Konjunkturforschungsabteilung des Kieler Institut für Seeverkehr und Weltwirtschaft, wo er mit Studien für die Wirtschaftsenquete betraut war.
Sein Versuch, sich 1930 zur Habilitation an der Universität Kiel einzuschreiben, scheiterte am Widerstand der wirtschaftswissenschaftlichen Fakultät. Marschak ging daraufhin zurück nach Heidelberg und habilitierte sich dort im selben Jahr mit der bereits in Kiel verfassten Arbeit Elastizität der Nachfrage: Zur empirischen Feststellung relativer Marktkonstanten durch Beobachtung von Haushalt, Betrieb und Markt. Gleichzeitig erhielt er eine Assistentenstelle am Institut für Sozial- und Staatswissenschaften der Ruprecht-Karls-Universität. Noch bevor ihm das badische Kultusministerium im Zuge der nationalsozialistischen Machtergreifung aufgrund des Berufsbeamtengesetzes (§ 3) die Lehrbefugnis entzog, floh Marschak im Frühjahr 1933 zunächst nach Wien. Nach kurzen Forschungsaufenthalten in Spanien und den Niederlanden folgte er im Herbst 1933 dem Ruf an die Universität Oxford. Dort wurde er 1935 erster Direktor des neu gegründeten Oxford Institute of Statistics, das wegen seiner Schwerpunkte in der Konjunkturforschung von der Rockefeller Foundation gefördert wurde. Im gleichen Jahr verlor er die deutsche Staatsbürgerschaft, die er erst 1929 erhalten hatte. So konnte er Ende 1938 unbeschwert ein Reisestipendium der Rockefeller Foundation in die USA annehmen, die ihm nach Russland und Deutschland zur dritten und letzten Heimat werden sollte.
Im Herbst 1939 verließ Marschak Oxford endgültig. Er nahm ein Angebot der New School for Social Research an und wurde Lehrstuhlnachfolger von Gerhard Colm. Im Januar 1943 folgte er dem Ruf an die Universität Chicago und wurde zugleich Direktor der Cowles Commission for Research in Economics. Die Cowles Commission verschaffte sich durch ihre Forschungen zur Modellierung simultaner Gleichungssystem und zum wahrscheinlichkeitstheoretischen Ansatz in der Ökonometrie schnell internationale Anerkennung. Zu ihren Mitarbeitern zählten bis 1955 Tjalling Koopmans (1948–54 Direktor), Trygve Haavelmo, Kenneth Arrow, Gérard Debreu, Lawrence Klein, Harry Markowitz, Franco Modigliani und Herbert A. Simon. Nachdem James Tobin 1955 neuer Direktor wurde, wechselte Marschak zusammen mit vielen anderen Ökonomen der Kommission an die Yale-Universität in New Haven, Connecticut. 1960 wechselte Marschak ein letztes Mal und folgte dem Ruf der University of California in Los Angeles, wo er 1965 emeritiert wurde und bis 1969 Direktor des Western Management Science Instituts war.
Als gewählter Präsident der American Economic Association bereitete er 1977 die Jahrestagung vor, bei der sein Amtsantritt für die Präsidentschaft im Jahr 1978 erfolgen sollte. Dazu kam es jedoch nicht, weil Marschak am 27. Juli 1977 einem Herzinfarkt erlag. Sein Nachfolger wurde Tjalling C. Koopmans.

## Ehrungen
- 1946 Präsident der Econometric Society
- 1961 Fellow der American Academy of Arts and Sciences
- 1963 Honorary Fellow der Royal Statistical Society
- 1965–70 Council Member der Econometric Society
- 1968 Ehrendoktorwürde der Universität Bonn
- 1972 Ehrendoktorwürde der Ruprecht-Karls-Universität Heidelberg
- 1973 Mitglied der National Academy of Sciences
- 1967 Distinguished Fellow der American Economic Association

## Schriften (Auswahl)
- Die Lohndiskussion, Mohr, Tübingen 1930.
- Elastizität der Nachfrage. Zur empirischen Feststellung relativer Marktkonstanten durch Beobachtung von Haushalt, Betrieb und Markt, Mohr, Tübingen 1931.

- Income, employment, and the price level, Kelley, New York 1951.
- Optimale Symbolbehandlung: ein Problem der Betriebs- und Volkswirtschaft, Hanstein, Bonn 1970.
- (zusammen mit Roy Radner): Economic theory of teams, Yale University Press, New Haven 1972, ISBN 0-300-01279-9.
- Intersubjektive Wahrscheinlichkeit. In: Heidelberger Jahrbücher XVII (= Heidelberger Jahrbücher. Band 17). Springer, Berlin / Heidelberg 1973, ISBN 978-3-540-06351-3, S. 14–26, doi:10.1007/978-3-642-80773-2_3 (Nach einem Vortrag in der Alten Aula der Universität Heidelberg gehalten aus Anlass der Verleihung der Ehrendoktorwürde und der Erneuerung des Doktordiploms am 6. Juli 1972, 50 Jahre nach der Erstverleihung).
- Economic information, decision, and prediction. Selected essays, drei Bände, Reidel, Dordrecht 1974, ISBN 90-277-0524-0.